# Villamayor de Campos
Villamayor de Campos község Spanyolországban,  Zamora tartományban. Villamayor de Campos Quintanilla del Monte, Villalpando, Quintanilla del Olmo, Prado, Villanueva del Campo, Villar de Fallaves és Santa Eufemia del Arroyo községekkel határos. Lakosainak száma 339 fő (2024).

## Népesség
A település népessége az utóbbi években az alábbiak szerint változott:
| Lakosok száma | 552  | 492  | 459  | 447  | 422  | 360  | 310  | 333  | 321  | 339  |
|               | 2001 | 2004 | 2007 | 2009 | 2012 | 2014 | 2017 | 2019 | 2022 | 2024 |